# Zwei Banditen
Zwei Banditen (Originaltitel: Butch Cassidy and the Sundance Kid, auf neueren Veröffentlichungen des Films im deutschsprachigen Raum meist als Butch Cassidy und Sundance Kid bezeichnet) ist eine US-amerikanische Western-Komödie von George Roy Hill aus dem Jahr 1969 nach einem Drehbuch von William Goldman. Der Film beschreibt das Leben der beiden sympathischen Zug- und Bankräuber Butch und Sundance und zählt zu den größten Kassenerfolgen seiner Zeit.

## Handlung
Im Jahr 1899 ist Butch Cassidy der leutselige, clevere und redselige Anführer der gesetzlosen Hole-in-the-Wall-Bande. Sein engster Gefährte ist der lakonische Revolverheld "Sundance Kid". Die beiden kehren in ihr Versteck in Hole-in-the-Wall zurück und müssen feststellen, dass der Rest der Bande, verärgert über Cassidys lange Abwesenheit, Harvey Logan zu ihrem neuen Anführer gewählt hat.
Logan fordert Cassidy zu einem Messerkampf um die Führung der Bande heraus. Cassidy besiegt ihn mit einer List, lässt sich aber auf Logans Idee ein, einen Union-Pacific-Zug sowohl auf der Ost- als auch auf der Westroute zu überfallen, da der zweite Überfall unerwartet kommt und wahrscheinlich mehr Geld einbringt als der erste.
Der erste Überfall geht gut aus. Zur Feier des Tages besucht Cassidy ein beliebtes Bordell in einer nahegelegenen Stadt, wo der Stadtmarschall erfolglos versucht, ein Aufgebot zu organisieren, um die Bande aufzuspüren, bis ihm ein freundlicher Fahrradverkäufer die Ansprache an die Stadtbewohner entwendet. Sundance besucht derweil seine Geliebte, die Lehrerin Etta Place. Cassidy schließt sich ihnen am nächsten Morgen an und macht mit Place eine Spritztour auf seinem neuen Fahrrad.
Beim zweiten Zugüberfall verwendet Cassidy zu viel Dynamit, um den Safe zu sprengen. Durch die Explosion wird der Gepäckwagen zerstört, und das Geld fliegt überall herum. Während die Bande versucht, das Geld einzusammeln, trifft ein zweiter Zug mit einem sechsköpfigen Team von Gesetzeshütern ein. Die Bande verfolgt Cassidy und Sundance, die versuchen, sich im Bordell zu verstecken und dann Sheriff Bledsoe um Amnestie zu bitten – vergeblich.
Das Aufgebot bleibt ihnen auf den Fersen, darunter der bekannte Spurenleser "Lord Baltimore" und der Gesetzeshüter Joe Lefors, der an seinem weißen Hut zu erkennen ist. Cassidy und Sundance entkommen ihren Verfolgern, indem sie von einer Klippe in einen weit unten liegenden Fluss springen. Von Place erfahren sie, dass das Aufgebot vom Chef der Union Pacific, E. H. Harriman, dafür bezahlt wurde, ihnen auf den Fersen zu bleiben, bis sie beide getötet werden.
Cassidy überzeugt Sundance und Place, dass die drei nach Bolivien gehen sollten, das er sich als Räuberparadies vorstellt. Bei ihrer Ankunft dort ist Sundance von den Lebensbedingungen entsetzt und betrachtet das Land mit Verachtung, doch Cassidy bleibt optimistisch. Da sie jedoch zu wenig Spanisch können, um einen Banküberfall zu begehen, versucht Place, ihnen die Sprache beizubringen. Mit ihr als Komplizin werden sie zu erfolgreichen Bankräubern, bekannt als Los Bandidos Yanquis. Ihr Selbstvertrauen sinkt jedoch, nachdem sie einen Mann mit einem weißen Strohhut gesehen haben und befürchten, dass Harrimans Trupp immer noch hinter ihnen her ist.
Cassidy schlägt vor, "ehrlich zu werden", und er und Sundance finden ihren ersten ehrlichen Job als Lohnbuchhalter für eine Bergbaufirma. Bei ihrem ersten Einsatz werden sie jedoch von örtlichen Banditen überfallen und ihr Chef, Percy Garris, wird getötet. Sie töten die Banditen, das erste Mal, dass Cassidy jemanden erschossen hat. Das Duo kommt zu dem Schluss, dass das ehrliche Leben nichts für sie ist. Da sie spüren, dass sie getötet werden, wenn sie zum Raub zurückkehren, beschließt Place, in die Vereinigten Staaten zurückzukehren.
Cassidy und Sundance stehlen eine Lohnkiste und einen Esel, der sie transportiert, und kommen in einer kleinen Stadt an. Ein Junge erkennt das Brandzeichen des Esels und alarmiert die Polizei, was zu einer Schießerei mit den Gesetzlosen führt. Cassidy muss verzweifelt zum Esel rennen, um Munition zu besorgen, während Sundance das Feuer auf sich lenkt. Verwundet gehen die beiden in einem Gebäude in Deckung. Cassidy schlägt vor, dass ihr nächstes Ziel Australien sein sollte. In der Zwischenzeit hat die örtliche Polizei, ohne dass die beiden Männer es wissen, die bolivianische Armee gerufen. Die beiden stürmen mit gezogenen Waffen aus dem Gebäude und geraten in einen Kugelhagel der Truppen, die alle umliegenden Aussichtspunkte besetzt haben.

## Das Ende
Das Ende des Films ist in die Filmgeschichte eingegangen: Der Tod der beiden Protagonisten ist nicht zu sehen, sondern der Film endet damit, dass sie todesmutig gemeinsam sprungartig aus dem vom Militär umstellten Haus stürzen – eine Szene, die an ihren Sprung von den Klippen (in der Mitte des Films) erinnert, als sie noch erfolgreich vor den Kopfgeldjägern fliehen konnten. Regisseur Hill erklärte hierzu, dass er bewusst die vage Möglichkeit, dass sie sich auch am Ende noch irgendwie retten können, offenlassen wollte. Dies gehört zu dem Spiel mit der Legendenbildung, die der Film zum Thema hat. (Die Leichen der beiden realen Gangster wurden nie gefunden, und es gab früh Gerüchte, sie hätten überlebt und seien in die USA zurückgekehrt.) Indem dieser Moment wie eine Fotografie festgehalten wird, reiht sich das Bild in die Serie von Foto-ähnlichen Standbildern ein, die die Darstellung der glücklichsten Zeit der beiden (bzw. der drei) – mit Etta in New York, ein Zwischenstopp auf dem Weg nach Bolivien – prägt.
Der Regisseur ließ die Szene bis zu dem Moment, in dem sie wahrscheinlich getötet werden, durchlaufen und stoppte dann das Bild (Freeze Frame). Auf diese Weise wurde es ein Teil der Bilder, die die drei in New York zeigen. Wurden jedoch bei der New-York-Sequenz historische Fotografien verwendet, in die die Schauspieler hineinretuschiert wurden, musste das Schlussbild in einem komplizierten Verfahren hergestellt werden: Eine Standbildkamera mit Planfilm im 8"x10"-Format wurde auf das Dach des gegenüberliegenden Gebäudes gestellt und auf die Tür ausgerichtet, aus der Newman und Redford heraussprinten würden. Zunächst wurden mit einer 35-mm-Panavision-Kamera einige Filmaufnahmen gedreht, wie die beiden auf die Kamera zulaufen und schießen. Dann wurde ein Standbild vom Set ohne Schauspieler aufgenommen. Dies musste äußerst schnell und präzise durchgeführt werden, damit die Schatten auf der 35-mm-Aufnahme mit denen auf dem Standbild übereinstimmten. Das letzte Bild der 35-mm-Aufnahme, auf der man sie herausrennen sieht, wurde gestoppt, danach hat man die Farben zu dem historisch anmutenden Sepiafarbton verblassen lassen und das Bild in eine Vergrößerung des Standfotos vom Set geklebt. Zum Schluss wurde es mit einer Animationskamera erneut gefilmt und herausgezoomt. Auf diese Weise ist es gelungen, Newman und Redford als Teil eines Fotos von der ganzen Szene zu zeigen.

## Rezeption
Der postmoderne Western Zwei Banditen erlebte seinen Kinostart in den Vereinigten Staaten am 23. September 1969 in einer zunächst geringen Anzahl an Filmtheatern. Über einen Zeitraum von mehreren Monaten wurde der Kinofilm aber im gesamten Land gespielt. Unter allen im Jahr 1969 angelaufenen Kinofilmen war Zwei Banditen der kommerziell erfolgreichste. Auf dem zweiten Platz folgte der James-Bond-Film Im Geheimdienst Ihrer Majestät.
Der bundesdeutsche Kinostart erfolgte am 10. Oktober desselben Jahres.
Im Jahr 1974 wurde der Kinofilm von 20th Century Fox wieder in die Kinotheater gebracht.

### Kritiken
- Für Joe Hembus war der Film ein „schöner fauler Film“, der „das berühmte Banditenleben von Butch und Sundance nicht mit einer Kinodramaturgie dramatisiert, sondern mit einer unendlichen Gelassenheit dahinbummelt“.[2]

- Phil Hardy hob den kommerziellen Erfolg des Films hervor, er sei einer der finanziell erfolgreichsten Western aller Zeiten gewesen. Das Drehbuch sei „routiniert und witzig“, Hills Regie schwanke „zwischen Ausgelassenheit und Poesie“ und Halls Kameraarbeit sei „herrlich“.[3]

- Im rororo Filmlexikon (Band 1, 1978) wird der Western folgendermaßen bewertet: „Der Film romantisiert die Abenteuer zweier historischer Outlaws: die Verfolgung, die fast den ganzen zweiten Teil einnimmt, ist frei erfunden. Newman und Redford sind liebenswerte Kerle; der Film ist visuell sehr packend und bietet einige interessante Montageeffekte. Stilistisch zeichnet er sich durch unbekümmerte Sprunghaftigkeit aus (…), hat aber doch seinen eigenen Charme und Witz, woran die Musik, besonders die Themenmelodie ‚Raindrops‘ nicht unbeteiligt ist.“[4]

- Michael Hanisch bescheinigte dem Film eine „große Souveränität und Gelassenheit im Umgang mit bekannten Western-Helden und mit immer wieder erzählten Vorgängen. […] Zwei Banditen hat alles von einer wehmütigen und zugleich übermütigen Ballade voller Galgenhumor und voller Nostalgie.“[5]

- Der Evangelische Film-Beobachter zog folgendes Fazit: „Der stilistisch nicht sehr geschlossene Film verharmlost in einer humorig-launigen Spielart seine Helden zu treuherzig-tumben Spitzbuben. Für Erwachsene ein anspruchsloses Filmvergnügen.“[6]

### Sequels, Prequels und Einfluss
1976 entstand als Fortsetzung der Fernsehfilm Gesucht: Die Frau des Banditen S., der erzählt, wie sich Etta Place, erneut dargestellt von Katharine Ross, Pancho Villa anschließt.
1979 erschien das Prequel Butch & Sundance – Die frühen Jahre (Butch and Sundance: The Early Days) unter der Regie von Richard Lester – mit Tom Berenger und William Katt in den Titelrollen.
1970 lief die italienische Westernparodie Vivi o, preferibilmente morti, außerhalb Italiens unter dem persiflierenden Titel Sundance Cassidy und Butch the Kid, an.
Regisseure spielen gerne auf das Filmende an, insbesondere wenn es um Legendenbildung geht. So erinnert das Ende von Christopher Roths RAF-Film Baader an diese Szene, wo er abweichend von dem realen Verlauf der Geschichte – Baader und Raspe wurden lebend verhaftet – die beiden im Kugelhagel der Polizei zu Tode kommen lässt. Auch in dem TV-Zweiteiler The Color of Magic – Die Reise des Zauberers (2008) nach dem gleichnamigen Buch von Terry Pratchett findet sich eine Anspielung auf das berühmte Ende von Zwei Banditen, als sich der Zauberer Rincewind und der Tourist Zweiblum einer Übermacht an Gegnern erwehren müssen.
Ebenso gestand Doug Liman in seinem DVD-Kommentar zu Mr. & Mrs. Smith, dass er zu gerne seinen Film in dem Moment mit einem abrupt gestoppten Bild beendet hätte, wenn das Ehepaar Smith (gespielt von Brad Pitt und Angelina Jolie) aus dem Gartenschuppen im Warenhaus, das von Profikillern umstellt ist, herausspringt. Dies hätte jedoch das in diesem Film unumgängliche Happy End konterkariert – in dem Fall hätte man den Tod der beiden Helden annehmen müssen, ganz wie in Zwei Banditen.
Auch in der US-amerikanischen Actionkomödie Beverly Hills Cop – Ich lös’ den Fall auf jeden Fall von Regisseur Martin Brest aus dem Jahr 1984 wird im Dialog auf das Ende des Films Bezug genommen, als die beiden Polizisten Rosewood und Taggart auf einem Gartengrundstück vor dem Haus eines Verdächtigen heftig unter Feuer geraten.

## Auszeichnungen
Der Film erhielt bei der Oscar-Verleihung im Jahr 1970 vier Oscars:
- Drehbuch: William Goldman
- Musik (Song Raindrops Keep Fallin’ on My Head, gesungen von B. J. Thomas): Burt Bacharach
- Musik (Filmmusik): Burt Bacharach
- Kamera: Conrad L. Hall

Außerdem war Zwei Banditen in diesem Jahr für drei weitere Kategorien nominiert:
- Regie: George Roy Hill
- Bester Film
- Ton: David Dockendorf; William Edmondson

Schließlich erhielt der Film den Laurel Award als „Bestes Action-Drama 1970“ sowie 1971 neun Britische Filmpreise, unter anderem als bester Film.
2003 erfolgte die Aufnahme in das National Film Registry der Library of Congress (USA).

## DVD-Veröffentlichung
- Butch Cassidy und Sundance Kid – Special Edition. Twentieth Century Fox Home Entertainment, 2005.
- Butch Cassidy und Sundance Kid – Cinema Premium Edition, 2-DVD-Set. Twentieth Century Fox Home Entertainment, 2006.

## Filmdokumentation
- The Making of “Butch Cassidy and the Sundance Kid”, Dokumentation von Robert Crawford, USA 1970, ca. 40 Minuten.